# Incuso
In numismatica, l'incuso è un elemento (scritta, immagine o altro) che è incavato rispetto al piano della moneta.

## Quadrato incuso
Questo tipo di coniazione è tipica delle prime fasi della monetazione greca arcaica. 
Al dritto (conio d'incudine) c'è il simbolo che contraddistingue la città, mentre al rovescio il conio di martello ha una forma geometrica (quadrata) che spingeva il metallo nel conio di incudine. 
La moneta presentava quindi da una parte l'immagine e dall'altra un quadrato incuso. In una prima variante anche il conio d'incudine porta un tipo, tuttavia la forma è quadrata e non copre tutta l'area del tondello.

## Monetazione incusa

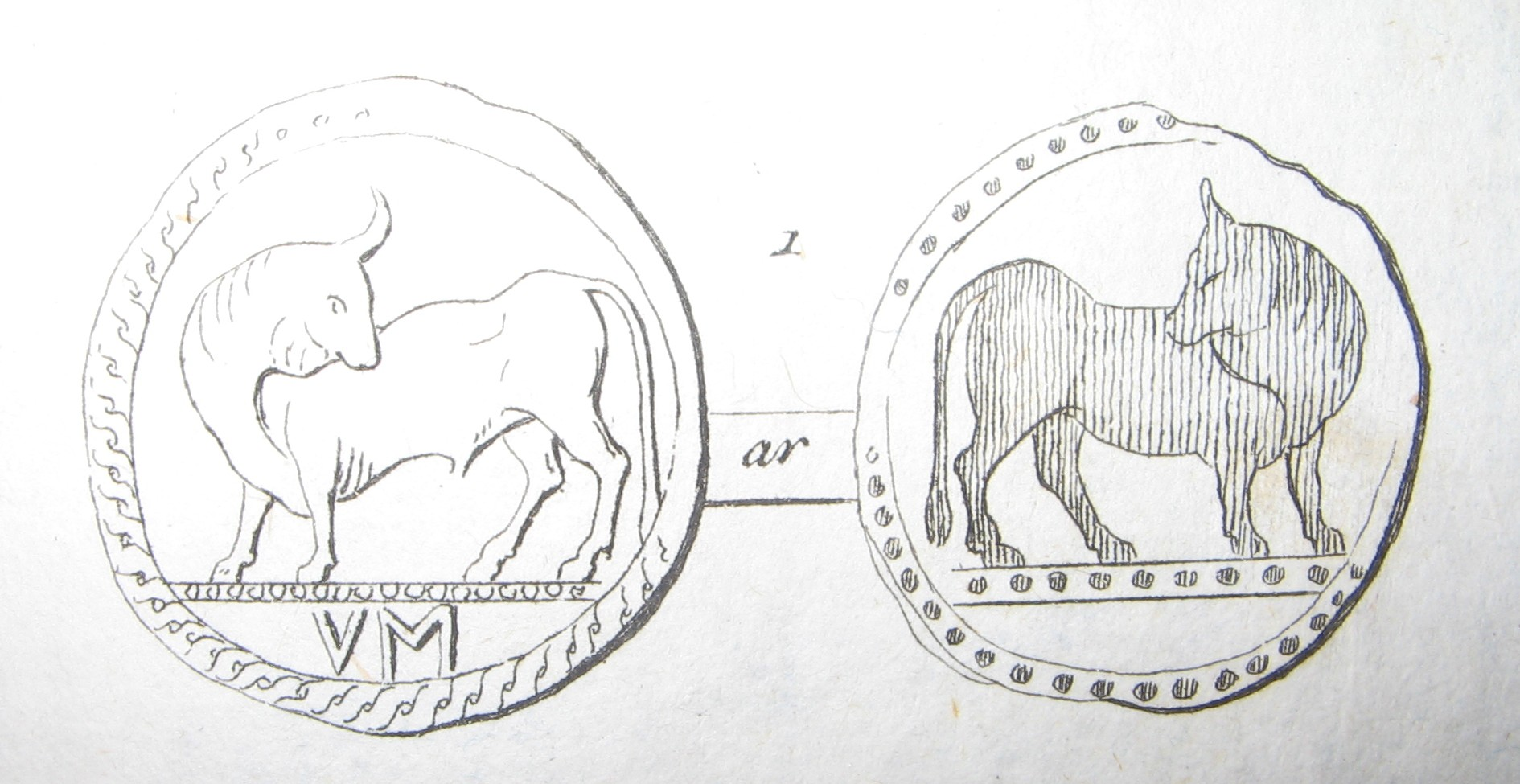
Sibari: Statere. * D/ Toro che guarda dietro, ΣΥ retrogrado in caratteri arcaici in esergo; * R/ idem in incuso.

Si indica con questa espressione una particolare monetazione di alcune città dell'Italia meridionale. Queste monete presentavano al rovescio, in incuso, una immagine stilizzata simile a quella del dritto. Il significato di questo tipo di coniazione non è chiarito. Le monete sono state battute tra il VI ed il V secolo a.C. per lo più da città della costa ionica o da colonie fondate da queste. Gli studi più recenti collocano l'inizio della monetazione incusa a Sybaris attorno al 530 a.C., quindi ammettono nuovamente un collegamento delle monete incuse con le loro origini micrasiatiche nella Lidia di Creso e, soprattutto, con l'arrivo di Pitagora in Italia (F. Barritta, B. Carroccio, Ritmi di coniazione e storia: elementi per una riconsiderazione della moneta incusa a Sybaris e nel suo "impero" , in "Numismatica e Antichità Classiche", Vol. XXXV, p. 53-81: 4 pls., Lugano 2006 ). 
Le città più rilevanti sono: 
- Sybaris
- Metapontion
- Kroton

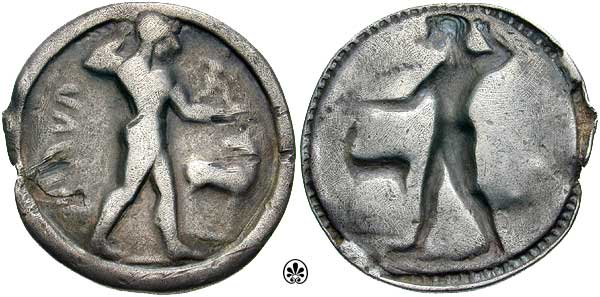
Kaulonia
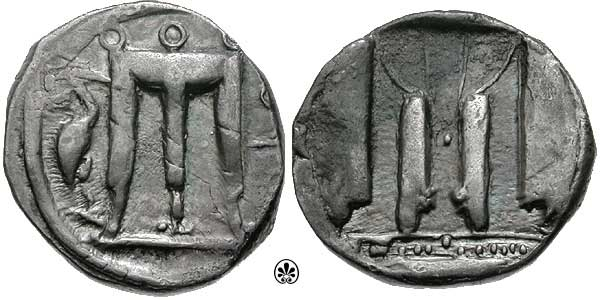
Kroton
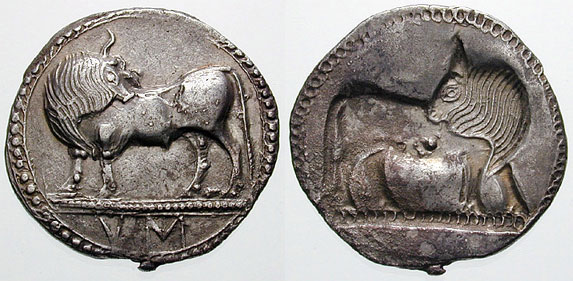
Sybaris

- Poseidonia
- Laus
- Taras

- Kaulonia
- Kroton
- Sybaris

## Altri incusi
- Errore di conio: può capitare che una moneta già battuta rimanga sul conio. Il nuovo tondello riceverà quindi da una parte l'impronta della prima moneta e dall'altra il conio.
- Alcune monete moderne, specialmente quelle in metallo prezioso, presentano legende incuse sul contorno.